# Синдром жутих ноктију
Синдром жутих ноктију, такође познат као „ примарни лимфедем повезан са жутим ноктима и плеуралним изливом“,  је веома редак медицински синдром који укључује плеуралне изливе, лимфедеме (због неразвијености лимфних судова) и жуте дистрофичне нокте. Око 40% људи са овим синдромом ће такође имати бронхиектазије. Такође је повезан са хроничном упалом синуса и сталним кашљем и обично погађа одрасле.

## Историја
Синдром жутих ноктију су први описали 1964. лондонски лекари Питер Саман и Вилијам Вајт. Ранији случајеви су забележени 1927. и 1962.

## Знаци и симптоми
Нокти су изразито задебљани са жутом или жуто-зеленом променом боје ноктију. Расту споро, брзином од 0,25 мм/недељно или мање. Нокти могу имати избочине и повећану закривљеност са једне на другу страну, смањење лунуле и онихолизе. Ове абнормалности ноктију се такође могу променити током времена.
Већина људи са синдромом жутих ноктију (четири петине) има лимфедем; симетричан је и обично погађа обе ноге. То је први симптом стања код отприлике трећине људи. Захватање руку и лица је необичније, као и лимфедем стомака са асцитесом (сакупљањем течности у трбушној дупљи) и перикардним изливом.
Код људи са синдромом жутих ноктију могу се јавити различити проблеми са плућима. Многи имају кашаљ и диспнеју. Четрдесет посто случајева развија плеурални излив, који је скуп течности у плућној марамици. Отприлике половина свих људи са синдромом жутих ноктију има или понављајуће инфекције грудног коша или бронхиектазије које изазивају хроничну производњу испљувака са епизодама погоршања. Четрдесет процената људи са синдромом жутих ноктију има хроничну упалу синуса.
Синдром жутих ноктију је повезан са неким лековима, на пример пенициламином, буциламином и натријум ауротиомалатом. Такође је повезан са излагањем титанијума из зубних имплантата.

## Дијагноза
Дијагноза се заснива на комбинацији симптома. Генерално, људима се дијагностикује синдром жутих ноктију ако имају два или три од три класична симптома (жути нокти, лимфедем и плеурални излив). Промене на ноктима се сматрају неопходним за дијагнозу, али могу бити суптилне.
Испитивање плућних функција може показати опструкцију дисајних путева. Људи са плеуралним изливима могу показати доказе о ограничењу запремине плућа због течности. Анализа течности у плеуралним изливима генерално показује висок ниво протеина, али низак ниво холестерола и лактатне дехидрогеназе, али око 30% излива је хилозно по томе што има карактеристике лимфе.
Лимфограм се може урадити код људи са лимфедемом. На лимфограму се синдром може показати и под развијеним (хипопластичним) лимфним каналима и проширеним каналима. Боја се може наћи на кожи након почетног теста. Сцинтиграфија лимфног тока (лимфосцинтиграфија) показује кашњење у дренажи лимфе (понекад асиметрично), мада и овај тест може бити нормалан.

## Лечење
Нормално лечење отока и било каквих респираторних проблема је прикладно. Додатак исхрани са витамином Е у неким студијама се показао ефикасним у контроли промена на ноктима.

## Прогноза
Утврђено је да људи са синдромом жутих ноктију имају умерено скраћен животни век у поређењу са људима без тог стања.

## Епидемиологија
Сматра се да је ово стање ретко, са приближно 150 случајева описаних у медицинској литератури.